# Hub Bogman
H.G.G. (Hub) Bogman (Simpelveld, 23 december 1946) is een voormalig Nederlands politicus van de PvdA.
In 1990 werd hij wethouder in Kerkrade en sinds maart 1998 was hij de burgemeester van Simpelveld als opvolger van Peter Cammaert die burgemeester van Oldenzaal werd. Daarnaast had Bogman meerdere nevenfuncties; zo was hij vicevoorzitter van het dagelijks bestuur van de regio Parkstad Limburg en was hij van 1999 tot 2007 voorzitter van de Stichting Wereld Muziek Concours (WMC). Op 1 december 2011 ging hij met pensioen waarbij hij werd opgevolgd door Richard de Boer.